# Germaine Lecuyer
Germaine Lecuyer est une actrice française née le 8 juillet 1886 à Auxerre et morte le 17 juillet 1947 à Montpellier.

## Biographie
Son père était conducteur de travaux publics. Elle avait d’excellentes prédispositions comme pianiste et envisage une carrière de pianiste, mais se dirige vers le conservatoire d'art dramatique. Elle fait ses débuts au Théâtre Antoine et au Théâtre de la Renaissance.
La Grotte des supplices marque surtout l’entrée de l’actrice dans la vie de Machin et, de 1911 à août 1914, elle figure au générique de tous les films du réalisateur.
Elle épouse Alfred Machin en 1914 à Molenbeek-Saint-Jean. Le couple aura trois enfants : Freddy ou Alfred Junior (1913-1974), Ginette (1918-1951) et le fils cadet Claude Machin (1921-1978) alias le petit Claude Machin ou encore Clo-Clo, qui jouera quelques rôles d'enfants dans les films de son père.
Elle seconde son époux et interprète des rôles dans quelques films réalisé par ce dernier. Elle renonce à la scène pour le studio. Les trois enfants collaborent également dans l'entreprise familiale des studios Machin.

## Filmographie
- 1912 : De molens die juichen en weenen
- 1912 : L'Histoire de Minna Claessens
- 1912 : Le Calvaire du mousse
- 1912 : La Grotte des supplices d'Alfred Machin, avec Jean Dax et Jacques Normand
- 1913 : Le Baiser de l'empereur (1913)

## Théâtre
- 1900 : La Clairière de Lucien Descaves et Maurice Donnay, Théâtre Antoine
- 1909 : La Clairière de Lucien Descaves et Maurice Donnay, Théâtre Antoine